# 山口毅 (司法書士)
山口 毅（やまぐち たけし、1960年 -　）は、日本の司法書士・実業家。司法書士業務を行なうかたわら、司法書士事務所経営に関する講演・執筆などを中心に精力的に活動している。

## 経歴
北海道帯広市生まれ。1983年岩手大学人文社会科学部卒業後、協和発酵工業株式会社入社。1986年同社退社。1988年司法書士試験合格。1988年LEC東京リーガルマインドにて司法書士講座専任講師（～1992年）。その後、宅地建物取引士（当時は宅地建物取引主任者）にも合格。1992年池袋法務事務所を開き、同代表。2000年株式会社コンサルティングファーム設立し、同代表取締役就任。
インターネットを駆使した国家資格者・専門家の全国的会員組織「メンターネットワーク」により、企業の創業・経営支援を積極的に展開中。
この他、中央大学・西武文理大学・大東文化大学法学研究所非常勤講師なども務めた。

## 著書
- 『資格ガイド 宅建法令徹底マスター』（成美堂出版）
- 『資格ガイド 宅建試験に出る法令･法規』（成美堂出版）
- 『最速合格　宅建過去問題』（共著、成美堂出版）
- 『小さな会社のつくり方 : 自分でできる!』（ナツメ社）
- 『小さな会社の総務･経理がすべてわかる本』（共著、成美堂出版）
- 『生き残る司法書士の条件 : スペシャリストからプロフェッショナルへ』（きんざい）

などの他多数

## 備考
山口毅が代表を務めるコンサルティングファーム(本社:東京都千代田区麹町、関西支局:大阪市中央区淡路町）は全国最大規模で展開している国家資格者・専門家の全国組織『メンターネットワーク』や、司法書士有資格者（受験中も可）に、最適と思われる事務所を無料で紹介する人材紹介サービス『メンターエージェント』の運営を行う。
また、「司法書士開業塾」では、司法書士が開業するために必要となるさまざまな準備活動・知っておくべき情報について、最低限行わなければならないことに的を絞り、指南する。講義は、開業までの短い準備期間のなかで必ずしておくべき事項を実践的に学べる。
各種セミナー講師も務め、司法書士業界の最新情報をレクチャーする。
メンターは起業家や経営者を「助言者」として支える、「メンターネットワーク」のメンバーの総称。具体的には全国の弁護士・公認会計士・司法書士・税理士・土地家屋調査士・弁理士・社会保険労務士・中小企業診断士・行政書士・一級建築士・不動産鑑定士・測量士・システム監査技術者・マーケティングプランナー・経営コンサルタント・リスクコンサルタント・教育コンサルタント等が参加・協力している。
ギリシャ神話のオデッセウスが子供の教育を託した優れた指導者の名前「メントール（Mentor）」に由来し、助言者を意味する。資金面での援助者「Angel」に対する概念であり、経営面での助言者という意味で、アメリカではすでに一般的な用語になっている。